# Ескарпа
Ескарпа (фр. escarpe) је врста одбрамбене фортификације. У почетку - стрма унутрашња страна јарка или шанца. Од средњег века - посебно утврђено подножје бедема, обично са нагибом, на страни рова која је окренута према непријатељу. У модерно доба - противтенковска земљана баријера у виду високог насипа (2-3 м), стрмим нагибом (од 15 до 45 степени) окренута према непријатељу.
Контраескарпа (фр. contrescarpe) - у почетку - страна рова ближа непријатељу. У модерно доба - противтенковска земљана баријера у виду стрмине (3-4 м), косом страном окренута у правцу браниоца. Дизајнирана тако да изазове превртање тенкова и других борбених возила приликом спуштања низ падину.
Ескарпе се користе у припреми одбрамбених линија на неравном терену и обалама река. Употреба ескарпи је ограничена, јер су потребни значајни земљани радови и одговарајући терен - падина која је окренута ка непријатењу са стрмином пада у распону од углова 15°-45°.
Као независно средство противтенковске одбране ескарпа и контраескарпа су готово потпуно изгубиле значај, јер модерни тенкови могу лако да превазиђу ове препреке.